# Liste der Landschaftsschutzgebiete im Landkreis Landsberg am Lech
Im Landkreis Landsberg am Lech gibt es 13 Landschaftsschutzgebiete. (Stand: November 2018)

## Hinweise zu den Angaben in der Tabelle
- Gebietsname: Amtliche Bezeichnung des Schutzgebietes
- Bild/Commons: Bild und Link zu weiteren Bildern aus dem Schutzgebiet
- LSG-ID: Amtliche Nummer des Schutzgebietes
- WDPA-ID: Link zum Eintrag des Schutzgebietes in der World Database on Protected Areas
- Wikidata: Link zum Wikidata-Eintrag des Schutzgebietes
- Ausweisung: Datum der Ausweisung als Schutzgebiet
- Gemeinde(n): Gemeinden, auf denen sich das Schutzgebiet befindet
- Lage: Geografischer Standort
- Fläche: Gesamtfläche des Schutzgebietes in Hektar
- Flächenanteil: Anteilige Flächen des Schutzgebietes in Landkreisen/Gemeinden, Angabe in % der Gesamtfläche
- Bemerkung: Besonderheiten und Anmerkungen

Bis auf die Spalte Lage sind alle Spalten sortierbar.
| Gebietsname | Bild/Commons   | LSG-ID       | WDPA-ID | Wikidata  | Ausweisung | Gemeinde(n) | Lage     | Fläche ha | Flächenanteil                       | Bemerkung |
| --- | -------------- | ------------ | ------- | --------- | ---------- | ----------- | -------- | --------- | ----------------------------------- | --------- |
| Ammersee-West | weitere Bilder | LSG-00509.01 | 396020  | Q59643435 | 1997       |             | Position | 8823,75   | Landkreis Landsberg am Lech (100 %) |           |
| Inschutznahme der Weldner Weiher (Hof-, Kreuz-, Neu- und Mühlweiher) und der angrenzenden Landschaftsteile in der Gemeinde Fuchstal, Gemeindeteil Welden, Landkreis Landsberg am Lech als LSG | weitere Bilder | LSG-00294.01 | 395773  | Q59643835 | 1978       |             | Position | 114,05    | Landkreis Landsberg am Lech (100 %) |           |
| Inschutznahme des Breiten Mooses, Gemeinde Apfeldorf und Birkland unter Landschaftsschutz | weitere Bilder | LSG-00011.01 | 395456  | Q59643539 | 1952       |             | Position | 56,73     | Landkreis Landsberg am Lech (100 %) |           |
| Inschutznahme von Landschaftsteilen beiderseits des Lechs von der Stadt Landsberg bis zur nördlichen Landkreisgrenze des Landkreises Landsberg als LSG Lechtal-Nord                           | weitere Bilder | LSG-00419.01 | 395927  | Q59643736 | 1988       |             | Position | 2277,99   | Landkreis Landsberg am Lech (100 %) |           |
| Inschutznahme von Landschaftsteilen beiderseits des Lechs von der Stadt Landsberg bis zur südlichen Landkreisgrenze des Landkreises Landsberg bei Kinsau als LSG Lechtal-Süd                  | weitere Bilder | LSG-00420.01 | 395928  | Q59643620 | 1988       |             | Position | 3904,1    | Landkreis Landsberg am Lech (100 %) |           |
| Landschaftsteile um den Windachspeicher | weitere Bilder | LSG-00241.01 | 395718  | Q59643507 | 1972       |             | Position | 693,26    | Landkreis Landsberg am Lech (100 %) |           |
| Schutz des Bergkiefernbestandes Beermoos im gemeindefreien Gebiet Bayerdießen bei Abtsried (Markt Dießen am Ammersee) als LSG                                                                 |                | LSG-00227.01 | 395705  | Q59643829 | 1972       |             | Position | 12,22     | Landkreis Landsberg am Lech (100 %) |           |
| Schutz des Eichenhaines nordwestlich Unterigling in der Gemeinde Igling |                | LSG-00275.01 | 395752  | Q59643672 | 1975       |             | Position | 3,56      | Landkreis Landsberg am Lech (100 %) |           |
| Schutz des Engelsrieder Sees in der Gemeinde Rott als LSG | weitere Bilder | LSG-00244.01 | 395722  | Q59643449 | 1972       |             | Position | 83,01     | Landkreis Landsberg am Lech (100 %) |           |
| Schutz des Oberhauser Weihers mit westlichem Umland in den Gemeinden Dettenschwang, Issing, Ludenhausen und Thaining als LSG                                                                  | weitere Bilder | LSG-00187.01 | 395657  | Q59643636 | 1970       |             | Position | 359,63    | Landkreis Landsberg am Lech (100 %) |           |
| Schutz des Singoldlaufes in den Gemeinden Holzhausen bei Buchloe und Igling als LSG | weitere Bilder | LSG-00243.01 | 395721  | Q59643726 | 1972       |             | Position | 239,96    | Landkreis Landsberg am Lech (100 %) |           |
| Schutz des Westerholzes in den Gemeinden Kaufering, Scheuring und Weil als LSG | weitere Bilder | LSG-00242.01 | 395720  | Q18632808 | 1972       |             | Position | 600,1     | Landkreis Landsberg am Lech (100 %) |           |
| Schutz des Windachtales im Markt Dießen a. Ammersee und den Gemeinden Hofstetten, Finning und Windach als LSG                                                                                 | weitere Bilder | LSG-00241.02 | 395719  | Q59643681 | 1972       |             | Position | 293,19    | Landkreis Landsberg am Lech (100 %) |           |